# خلف الشعلان
خلف بن زيد الأذن الشعلان( 1250هـ / 1847م - 1330هـ / 1912م )، وهو شيخ، وفارس، وشاعر من قبيلة قبيلة عنزة. توفي خلف الأذن أثر اغتياله من عدة رجال من القبائل المجاورة له وهو نائم على فراشه بعمر 80 عاماً تقريباً.

## نسبه
خلف بن زيد الأذن بن عبدالله بن منيف بن غرير بن شعلان، وجذر آل شعلان يعود للمرعض من الرولة من الجلاس من ضنا مسلم من عنزة.

## حياته
أشتهر الشيخ خلف الأذن بعد المعركة التي خاضتها قبيلته في مهاجمة تركي بن مهيد الذي كان قد غزا الزيد من الشعلان. فقد هاجم (تركي بن مهيد) وأُطاحه خلف من على فرسه و وأطاح به بالسيف، حينها أجتمعت عليه الفرسان لكي تقتله.